# Cynanchum bojerianum
Cynanchum bojerianum là một loài thực vật có hoa trong họ La bố ma. Loài này được (Decne.) Choux mô tả khoa học đầu tiên năm 1931.